# Sowinko
Sowinko (deutsch Neu Zowen) ist ein Dorf in der polnischen Woiwodschaft Westpommern. Es gehört zur Gemeinde Polanów (Pollnow) im Powiat Koszaliński (Köslin).

## Geographische Lage
Sowinko liegt 23 Kilometer südöstlich der Kreisstadt Koszalin und 14 Kilometer nordwestlich von Polanów (Pollnow) auf einer weiten Rodungsfläche, deren höchste Kuppen bis zu 97 Meter über NN erreichen. Die verkehrstechnische Anbindung erfolgt über Kościernica (Kösternitz) an der Woiwodschaftsstraße 206, die von Koszalin über Polanów nach Miastko (Rummelsburg) führt. Bis 1945 bestand über das fünf Kilometer südlich gelegene Natzlaff (heute polnisch: Nacław) Anschluss an die Bahnstrecke (Köslin –) Natzlaff – Pollnow der Schlawer Bahnen. Ein schmaler Weg verbindet Sowinko (Neu Zowen) in der Gmina Polanów mit Sowno (Alt Zowen) in der Gmina Sianów (Zanow).
Die Feldmark von Sowinko grenzt an die Nachbardörfer Kościernica im Westen, Powidz (Friedensdorf) und Sowno mit Krytno (Kritten) im Norden und Osten, sowie Nacław im Süden. Streckenweise wird die Grenze von der Polnica (Pollnitz) gebildet, die nordwestlich von Sowinko entspringt und in den Jezioro Jamno (Jamunder See) nördlich von Koszalin mündet.

## Ortsname
Die deutsche Ortsbezeichnung Neu Zowen (zurückgehend auf das slawische sowa = Eule) ist als Abgrenzung zu Zowen, dann Alt Zowen, entstanden.

## Geschichte
Der genaue Zeitpunkt der Anlage des Dorfes Neu Zowen ist nicht bekannt. Er dürfte aber vor den Stein-Hardenbergschen Reformen zur Bauernbefreiung liegen und die Ansiedlung von diesen beeinflusst sein. 1784 bestand der Ort noch nicht. Im Jahre 1864 lebten hier aber schon 236 Einwohner, deren Zahl 1905 auf 395 anstieg und 1939 auf 355 abfiel.
Bis 1945 gehörte Neu Zowen mit seinem Ortsteil Stubbenkathen zum Amtsbezirk Zowen mit Sitz in Alt Zowen. Neben Alt und Neu Zowen gehörten zu diesem Amtsbezirk noch die Gemeinden Friedensdorf (heute polnisch: Powidz) und Latzig (Laski). Das Amt lag im Landkreis Schlawe i. Pom. im Regierungsbezirk Köslin der preußischen Provinz Pommern. Auch standesamtlich waren die Gemeinden miteinander verbunden.
Am 1. März 1945 besetzten Truppen der Roten Armee das Dorf. Wenige Tage später wurden viele Dorfbewohner in die Sowjetunion verschleppt. Ab Herbst 1945 übernahmen polnische Familien die Höfe, und die Vertreibung der Einheimischen begann im April 1946. Neu Zowen wurde als Sowinko Teil der Gmina Polanów im Powiat Koszaliński der polnischen Woiwodschaft Westpommern (bis 1998 Woiwodschaft Köslin).

## Kirche
Neu Zowen gehörte bis 1945 mit Alt Zowen (heute polnisch: Sowno), Kritten (Krytno) und Friedensdorf (Powidz) zur evangelischen Kirchengemeinde Zowen, die ihrerseits Filialkirche im Kirchspiel Kösternitz (Kościernica) war. Dieses gehörte zum Kirchenkreis Köslin (Koszalin) der Kirchenprovinz Pommern in der Kirche der Altpreußischen Union. Letzter deutscher Geistlicher war Pfarrer Wilhelm Schubring.
Heute ist Sowinko Teil der römisch-katholischen Kirchengemeinde Kościernica (Kösternitz), die ihrerseits Filialkirche der Pfarrei Szczeglino (Steglin) ist. Sie gehört zum Bistum Köslin-Kolberg der Katholischen Kirche in Polen. Für evangelischer Bewohner von Sowinko ist das Pfarramt Koszalin (Köslin) in der Diözese Pommern-Großpolen der Evangelisch-Augsburgischen Kirche in Polen zuständig.

## Schule
Die einklassige Volksschule stand vor 1945 in der Mitte der Siedlung an der Dorfstraße des Weges nach Friedensdorf (Powidz). Letzter deutscher Lehrer war Erich Nötzel.